# Edgar Davids
Edgar Davids (ur. 13 marca 1973 w Paramaribo) – holenderski trener piłkarski i piłkarz pochodzący z Surinamu.
Profesjonalne treningi zaczął wraz ze starszym bratem Ricardo w młodzieżowym klubie Schellingwoude, który ściśle współpracował z Ajaksem. Dwukrotnie próbował dostać się do szkółki Ajaksu, ale jego kandydaturę odrzucano ze względu na słabe warunki fizyczne (niski wzrost). W Ajaksie zadebiutował 8 września 1991, mając 18 lat. Pierwszy sezon w drużynie seniorów Ajaksu uwieńczył zdobyciem Pucharu UEFA. W barwach klubu z Amsterdamu w latach 1994, 1995 i 1996 zdobywał mistrzostwo Holandii, a w 1993 Puchar Holandii. W 1995 sięgnął z drużyną po Puchar Mistrzów, w finale pokonując A.C. Milan (następnie zdobył także Puchar Interkontynentalny). W kolejnym roku Ajax w finale Pucharu Mistrzów przegrał z Juventusem po rzutach karnych, w których Edgar Davids nie wykorzystał jedenastki. W tym samym roku wystąpił na mistrzostwach Europy, gdzie z reprezentacją Holandii doszedł do ćwierćfinału. W czasie tych mistrzostw doszło do zgrzytu pomiędzy nim a trenerem reprezentacji Holandii, Guusem Hiddinkiem. Za jedną z wypowiedzi dla radia krytykującą trenera, został wykluczony z kadry. Również w 1996 przeszedł z Ajaksu do A.C. Milan. W Mediolanie stracił swoją dawną formę, odzyskał ją po przenosinach do Juventusu. W barwach drużyny z Turynu Davids występował w latach 1998–2004, trzykrotnie zdobywając mistrzostwo Włoch w latach 1998, 2002 i 2003. W 2004 został wypożyczony do zespołu FC Barcelona. Gdy wypożyczenie się skończyło, został za darmo pozyskany przez Inter Mediolan. Po słabym sezonie przeniósł się do Tottenhamu Hotspur. Zimą 2007 odszedł z niego i ponownie został piłkarzem Ajaksu Amsterdam, z którym został wicemistrzem oraz zdobył Puchar Holandii. W 2008 rozwiązał jednak kontrakt z tym klubem i postanowił zakończyć karierę.
Kiedy wykryto u niego jaskrę, musiał zacząć grać w specjalistycznych okularach, które stały się jego znakiem rozpoznawczym.
W 2002 roku został oskarżony o pobicie swojej dziewczyny jednak sprawa została umorzona ze względu na brak dowodów. We wrześniu 2010 roku został on oskarżony o pobicie kobiety w jednym z amsterdamskich kin.
20 sierpnia 2010 wrócił do gry w piłkę, a konkretnie do drugoligowego angielskiego Crystal Palace. Dnia 8 listopada 2010 odszedł z klubu.
11 października 2012 roku ponownie wrócił do futbolu, tym razem jako grający trener czwartoligowego angielskiego Barnet FC.
W 2017 roku wygrał sądową sprawę z Riot Games twórcami gry League of Legends w sprawie roszczeń wizerunkowych do jednej z postaci.

## Kluby
| Sezon   | Klub              | Rozgrywki                  | Mecze | Bramki |
| ------- | ----------------- | -------------------------- | ----- | ------ |
| 1991/92 | AFC Ajax          | Eredivisie                 | 13    | 2      |
| 1992/93 | AFC Ajax          | Eredivisie                 | 28    | 4      |
| 1993/94 | AFC Ajax          | Eredivisie                 | 15    | 2      |
| 1994/95 | AFC Ajax          | Eredivisie                 | 22    | 5      |
| 1995/96 | AFC Ajax          | Eredivisie                 | 28    | 7      |
| 1996/97 | A.C. Milan        | Serie A                    | 15    | 1      |
| 1997/98 | A.C. Milan        | Serie A                    | 4     | 0      |
| 1997/98 | Juventus F.C.     | Serie A                    | 20    | 1      |
| 1998/99 | Juventus F.C.     | Serie A                    | 27    | 2      |
| 1999/00 | Juventus F.C.     | Serie A                    | 27    | 1      |
| 2000/01 | Juventus F.C.     | Serie A                    | 20    | 1      |
| 2001/02 | Juventus F.C.     | Serie A                    | 28    | 2      |
| 2002/03 | Juventus F.C.     | Serie A                    | 26    | 1      |
| 2003/04 | Juventus F.C.     | Serie A                    | 5     | 0      |
| 2003/04 | FC Barcelona      | Primera División           | 19    | 1      |
| 2004/05 | Inter Mediolan    | Serie A                    | 14    | 0      |
| 2005/06 | Tottenham Hotspur | Premiership                | 31    | 1      |
| 2006/07 | Tottenham Hotspur | Premiership                | 5     | 1      |
| 2006/07 | AFC Ajax          | Eredivisie                 | 11    | 1      |
| 2007/08 | AFC Ajax          | Eredivisie                 | 14    | 0      |
| 2010/11 | Crystal Palace    | Championship               | 7     | 0      |
| 2012/13 | Barnet            | League Two                 | 28    | 1      |
|         |                   | Łącznie w Eredivisie       | 133   | 21     |
|         |                   | Łącznie w Serie A          | 186   | 14     |
|         |                   | Łącznie w Primera División | 19    | 1      |
|         |                   | Łącznie w Premiership      | 36    | 2      |
|         |                   | Łącznie w Championship     | 7     | 0      |
|         |                   | Łącznie w League Two       | 28    | 1      |